# Lake (släkt)

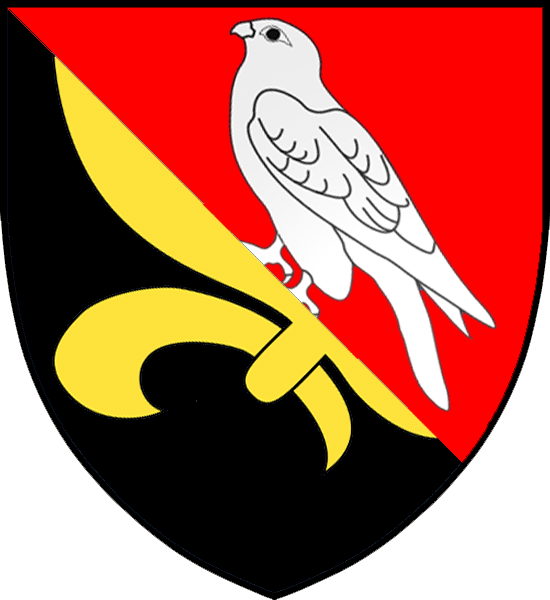
Vapensköld för Haraldh Laake enligt beskrivning från en tavla målad på duk med Erik Gustafsson (Stenbock)s uppräknade förfäder, vilken hängde i Torpa stenhus

Lake var en eller två svenska frälseätter, den yngre introducerad 1625 utdöd 1825. Sambandet mellan medeltidsätten Lake, som i vapnet förde en fågel på en halv lilja (liljehök), och den ätt med namnet Lake, som introducerades på riddarhuset med ett gumsehuvud i skölden, har inte kunnat utredas.

## Den äldre Lakeätten
Sigge Lake ((Loke)) var med riksföreståndaren Torgils Knutsson vid Karelens intagande, och utsågs av honom 1293 till kommendant på Kexholm, som han i det längsta försvarade, men blev slutligen 1295, vid ett 
utfall, med den överblivna besättningen av ryssarna nedsablad'.
I äldre litteratur anges ibland ättlingar till Sigge Lake, en påstådd son Bengt samt sonsonen Björn, vilken skulle ha varit väpnare 1390, men dessa uppgifter har inte kunnat verifieras i bevarade handlingar och anses möjligen vara konstruerade, för att skapa en enkel koppling till den yngre Lakeätten.
Stamfader för ätten Lake anges, av genealogen Gustaf Elgenstierna, vara Harald Lake som förde liljehöksvapnet, vilket bland annat är känt från Torpa stenhus, där en tavla målad på duk med Erik Gustafsson (Stenbock)s uppräknade förfäder inkluderar Harald Lakes sköld enligt följande beskrivning:
| ” | Haraldh Laake.» Vapen: skölden styckad, nedre fältet svart med en half guldlilja, öfre fältet rödt med en hvit hök- eller falkliknande fågel; ofvan hjälmen en gyllene hel lilja mellan två standar, det högra rödt, det vänstra af guld. Fru Märta Vapen: en blå sköld med två strängar i guld, mellan strängarna tre stigande bockhufvuden (?), öfverhjälmen fem fjädrar i guld. | „ |

Harald Lake till Malma var gift med Märta Bengtsdotter, dotter till häradshövdingen Bengt Arvidsson till Torpa (känd 1374-1397) vars sköld inte var belagd med tre stigande bockhufvuden som det tolkats ovan, utan med tre sexuddiga stjärnor.
De hade sonen Karl Haraldsson Lake, väpnare till Malma och gift med Cecilia Torbjörnsdotter (gumsehuvud). De fick sonen Harald Lake, vilken efterlämnade två döttrar, Karin Haraldsdotter Lake och Ingrid Haraldsdotter Lake.
En trolig släkting till denne Harald var Erengisle Jakobsson, nämnd 1421 och levde ännu 1447, och vars sigill likaledes visar liljehöksvapnet, och Erengisle hade en 1421 levande broder Harald Jakobsson, som bar samma namn som Harald Lake. Erengisle Jakobsson var före 1441 gift med Bengta Magnusdotter (Skunk), och 1493 omgift med Ingrid Persdotter (liljehök) och alltså ingift i den ätt som senare skulle komma att kallas Lilliehöök.
Från det första giftet känner man till sonen Kristian Karlsson.

## Den yngre Lakeätten
Med möjlig härstamning men utan uppenbar koppling till den äldre ätten nämns 1497 väpnaren Karl Lake, utan känt fadersnamn och vapen, eftersom han inte beseglat de underskrifter man har hittat i riksarkivet. Men indikationerna om hans koppling till den äldre Lakeätten och den yngre Harald Lake är stark, eftersom han håller på skaftet vid Harald Lakes dotters Ingrids båda bröllop 1497 och 1510.. 
Karl skrev sig till Ulvstorp vilket kan betyda att han ärvt denna gård från Bengt Björnsson, som ägde Ulvstorp  i slutet av 1400-talet. Björn Bengtsson (Bengt Björnssons son) och hans syster Cecilia kallade Karl Lake sin broder 1514. 
En sannolik möjlighet är att han var son till Bengt Björnsson och, då Harald Lake var sonlös, upptagit mödernenamnet Lake samt utbytt fädernevapnet sparren, mot morfaderns vapen gumsehuvudet, vilket skulle förklara varför den 1625 introducerade Lakeätten förde gumsehuvudet som vapen vid introduceringen.
Karl Lake (död 1463) var första gången gift med Cecilia Torbjörnsdotter (gumsehuvud), syster till Bertil Pederssons (Lilliehöök) hustru Gunilla och dotter till frälsemannen Torbjörn Jonsson (gumsehuvud) i Slätte (Torbjörn Slätt) och Ingrid Björnsdotter. 
Karl Lake och Cecilia Torbjörnsdotters ättlingar förde vapnet med gumsehuvudet men kallade sig Lake i tillnamn.
Släkten är ingift i släkter som Hane till Hesselby, Silfverarm, Verdelet de Fornoy, Pilefelt, Roswall, Uhrberg, Heinrich, Höijer, Merser, Ihlström, Borin, och Lilliestielke.